# Chiesa di Santa Maria della Pace (Roma)
La chiesa di Santa Maria della Pace è un luogo di culto cattolico di Roma che si trova nell'omonima piazza nel rione Ponte, non distante da piazza Navona.

## Storia

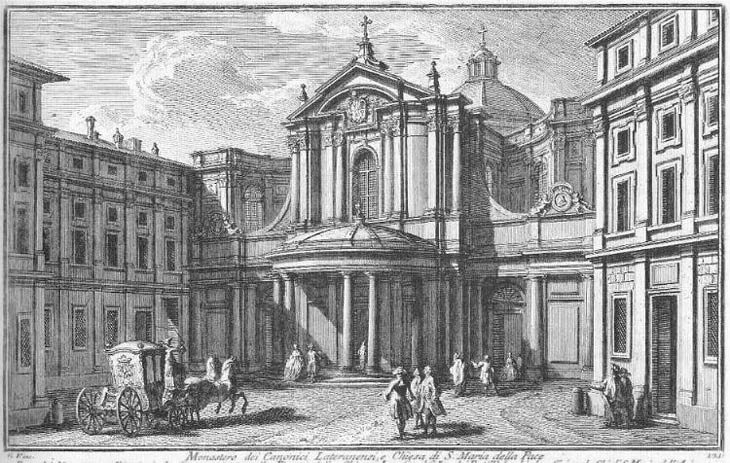
La facciata di Santa Maria della Pace in un'incisione di Giuseppe Vasi (XVIII secolo)

In precedenza sul luogo esisteva una cappella intitolata a Sant'Andrea de Aquaricariis. Nel 1482, in base ad un voto di papa Sisto IV sulle fondazioni della cappella fu edificata una chiesa dedicata a Maria per ricordare un evento miracoloso per cui un'immagine della Vergine avrebbe sanguinato in questo luogo. Sisto IV fu colpito dell'evento e fece il voto che se la congiura dei Pazzi, in cui era in qualche modo coinvolto, non avesse portato alla guerra che si temeva, avrebbe fatto costruire in questo luogo una grande chiesa dedicata alla Madonna. L'autore di questo nuovo progetto non è noto: si pensa a Baccio Pontelli o a Meo del Caprino o ad entrambi.
Nel 1611 furono rifatti, ampliando la volumetria della chiesa, la tribuna e l'altare maggiore, a cura e spese della famiglia Rivaldi, che si assicurò in questo modo un'imponente cripta sepolcrale ai piedi dell'altare.
.
Nel 1656-1667 papa Alessandro VII fece restaurare l'edificio da Pietro da Cortona, che aggiunse la famosa facciata barocca che si spinge in avanti tra le ali concave: questa facciata, che voleva simulare un palcoscenico teatrale, ha due ordini ed è preceduta da un pronao semi-circolare sostenuto da colonne tuscaniche binate. La chiesa si spinge in avanti riempiendo quasi completamente lo spazio della piccola piazza che la precede; molte case furono demolite da Pietro da Cortona per creare questo spazio trapezoidale asimmetrico, che, col suo aspetto unitario intensamente plasmato, si pone tra le principali realizzazioni del barocco romano.

## Descrizione

### Interno

L'interno con l'altare maggiore

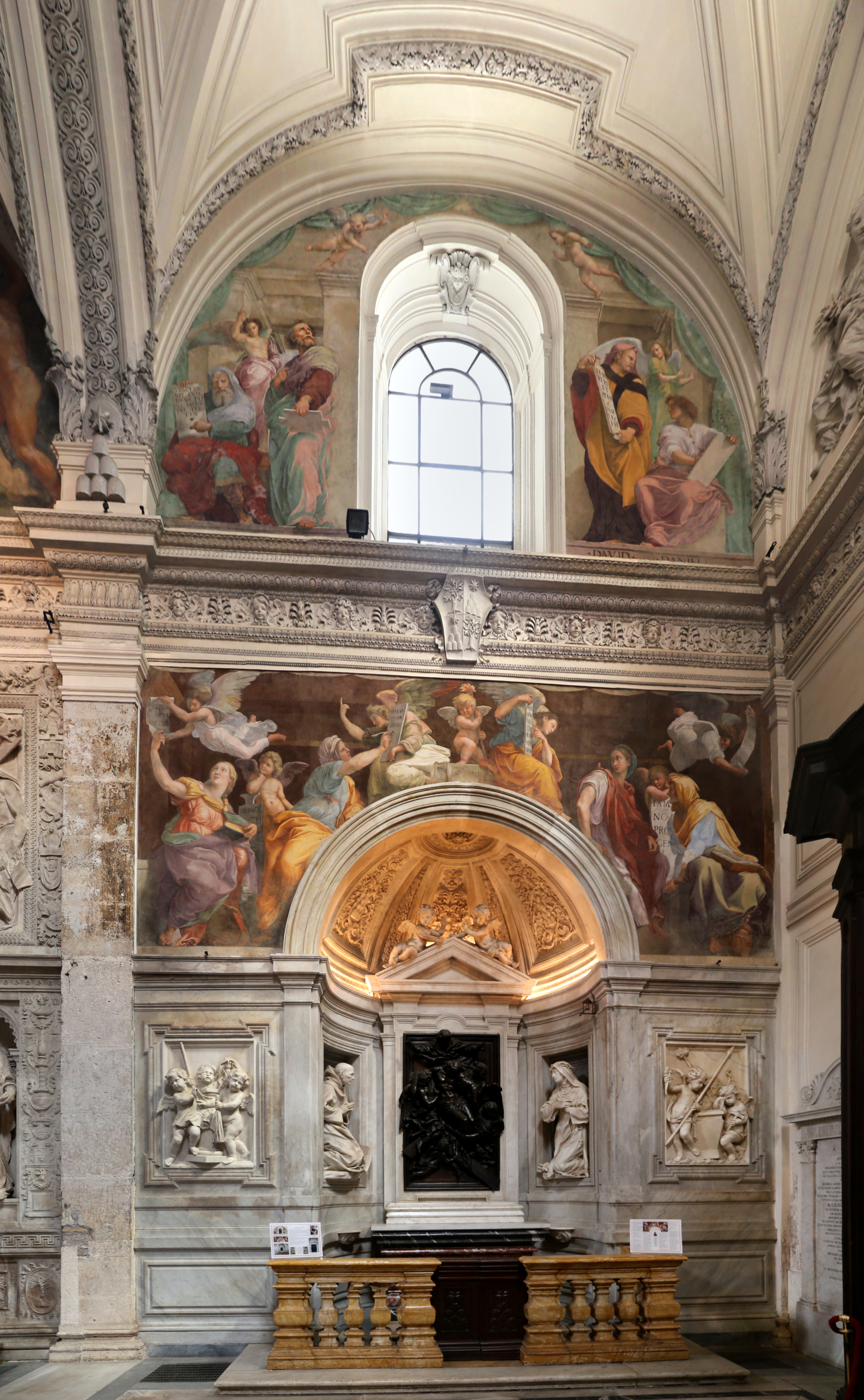
Cappella Chigi

L'interno, che può essere raggiunto dal portale originale del XV secolo, ha una breve navata con una crociera ottagonale ed una tribuna sormontata da una cupola. Carlo Maderno disegnò l'alto altare (1614) per incorniciare il venerabile dipinto della Madonna col Bambino.
La prima cappella a destra è detta Chigi, poiché commissionata da Agostino Chigi, il banchiere del papa. L'architettura è attribuita a Raffaello, che eseguì anche l'affresco sull'arcone delle Sibille e angeli (1514). Gli affreschi superiori con i quattro Profeti (Abacuc e Giona a sinistra, David e Daniele a destra) furono realizzati da Timoteo Viti dopo la morte di Raffaello, su disegno del maestro. Il corredo scultoreo è dominato dall'altorilievo con Cristo trasportato dagli angeli sull'altare, opera bronzea di Cosimo Fancelli, autore anche dei due santi laterali in collaborazione con Ercole Ferrata: Santa Caterina e San Bernardino.
La seguente, la cappella Cesi, fu progettata da Antonio da Sangallo il Giovane ed ha una decorazione rinascimentale sull'arcata esterna, opera di Simone Mosca, e due affreschi, la Creazione di Eva ed il Peccato originale di Rosso Fiorentino. Le statue nelle nicchie, coi Santi Pietro e Paolo sono di Vincenzo de' Rossi, che scolpì anche gli altorilievi ai lati dell'arco (Profeti e angeli), nonché le figure dei dormienti sulle tombe di Angelo Cesi e della moglie Francesca Carduli Cesi (1550-1560 circa). Le sfingi invece sono attribuite a Simone Mosca. Per l'altare Carlo Cesi dipinse una Sacra Famiglia con sant'Anna, che sostituì la Deposizione di Rosso Fiorentino.
La prima cappella sinistra (cappella Ponzetti) presenta notevoli affreschi rinascimentali di Baldassarre Peruzzi, più noto come architetto: all'altare è raffigurata la Madonna col Bambino tra le sante Brigida e Caterina e il cardinale Ferdinando Ponzetti, del 1516, mentre nel catino absidale si vedono alcune Storie bibliche. Nella cappella si trovano anche due monumenti funebri della famiglia Ponzetti, databili al 1505 e al 1509.

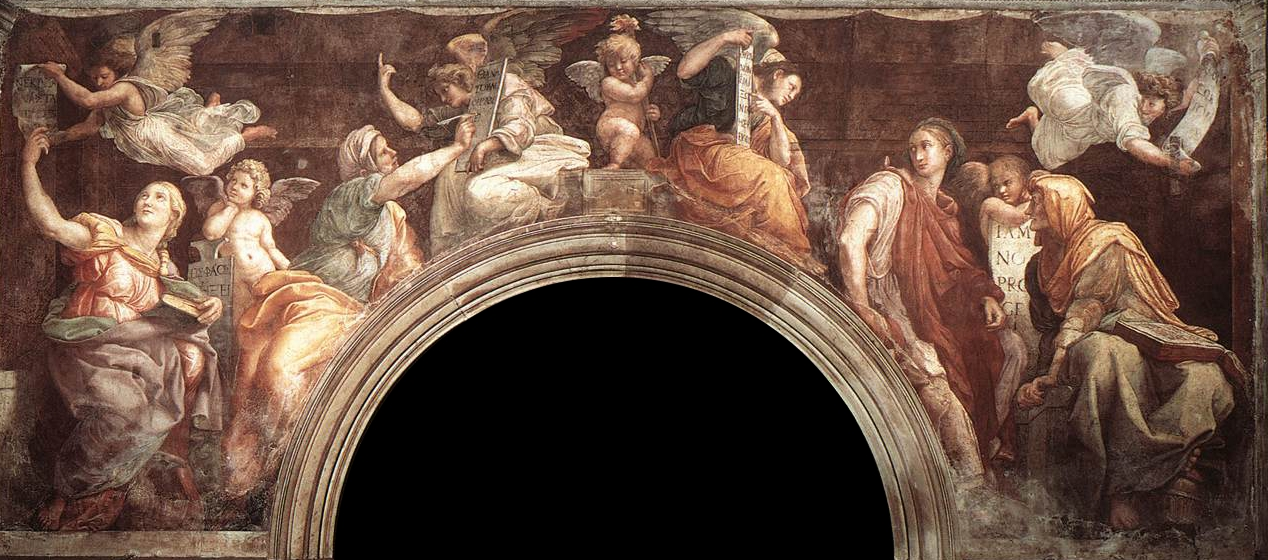
Raffaello Sanzio, Sibille e angeli, 1514

La seconda cappella a sinistra (cappella Mignanelli) ha dei marmi presi dal Tempio di Giove Capitolino. Sull'altare la Madonna in gloria tra i santi Ubaldo e Girolamo è di Marcello Venusti, mentre la lunetta esterna mostra la Cacciata dal Paradiso terrestre e la Famiglia di Adamo di Filippo Lauri (1657).
La tribuna ottagona venne disegnata pure dal Sangallo e ornata da stucchi disegnati da Pietro da Cortona. Nel tamburo si aprono una serie di cappelle affrescate, sopra le quali si trovano delle tele: da destra Visitazione di Carlo Maratta (1655), Presentazione al Tempio di Baldassarre Peruzzi (1524), Nascita della Vergine di Raffaello Vanni e Transito della Vergine di Giovanni Maria Morandi.
La prima cappella a destra dell'altare (Olgiati), ha un Battesimo di Gesù di Orazio Gentileschi (1607), mentre quella a sinistra un Crocifisso quattrocentesco e un altare marmoreo dorato e dipinto della scuola di Andrea Bregno (1490 circa), donato da Innocenzo VIII. La Natività e l'Annunciazione sono del Passignano, mentre la decorazione della volta e del catino absidale è di Francesco Albani (1612-14) e le Sante nel sottarco di Lavinia Fontana (1611-1614). In un'altra cappella a sinistra anche l'Adorazione dei pastori del Sermoneta.

### Organo
Nella chiesa, collocato sopra la cantoria di sinistra, vi è un antico organo di impianto ottocentesco, forse contenente materiale precedente, di 14 registri non più funzionante, collocato in una cassa barocca costruita negli anni 1656-1661. In precedenza la chiesa disponeva di un organo costruito nel 1506 da Giovanni Matteo di Niccolò e Giovanni Francesco Donadio detto il Mormanno.  In occasione dei lavori di rinnovamento della chiesa al tempo di Alessandro VII, questo strumento fu smontato e rimontato nel 1665 nella chiesa di Santa Maria Assunta ad Ariccia dall'organaro Matteo Marione.

### Chiostro

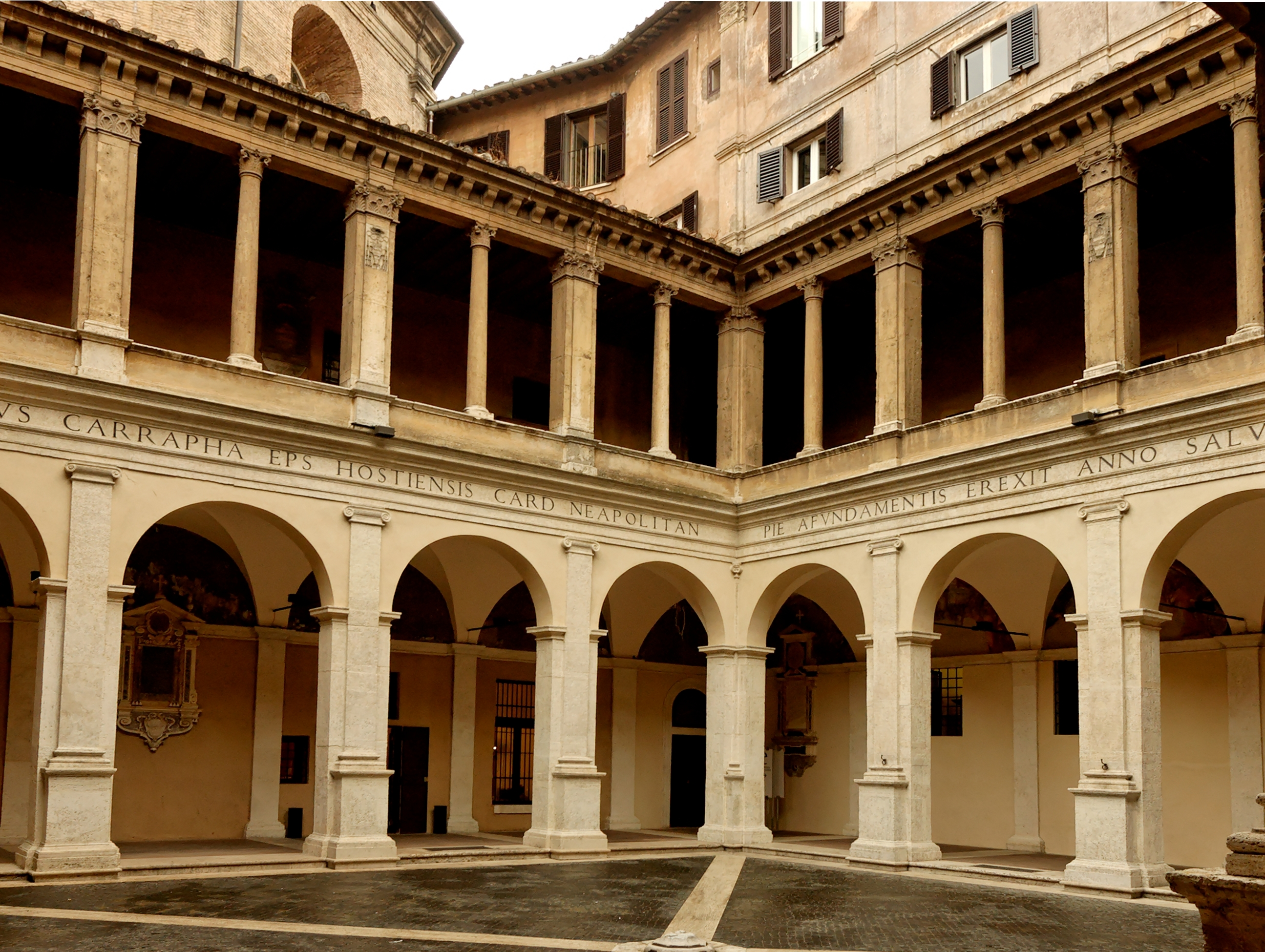
Il chiostro

Un altro elemento di spicco della chiesa è il chiostro del Bramante (1500-1504), costruito dal Bramante per il cardinale Oliviero Carafa. Rappresenta una delle opere più importanti del Rinascimento cinquecentesco e fu tra le prime opere romane progettate da Bramante dopo il periodo milanese.
La pianta quadrata è ottenuta attraverso la ripetizione di un modulo pari alla larghezza del portico, che dimensiona il vuoto centrale (4x4) e il refettorio adiacente (2x4).
Lo spazio centrale è circondato da 16 pilastri (16 è un numero perfetto secondo Vitruvio) che formano un portico continuo di volte a crociera.
In alzato è costituito da due ordini, proporzionati secondo la regola vitruviana, seguita poi tra gli altri da Leon Battista Alberti e dal Serlio, che vuole il secondo ordine diminuito in altezza di 1/4 rispetto al primo.
Il primo livello al piano terreno presenta un ordine di paraste ionico che sostiene una trabeazione con fregio continuo, propria dell'ordine, con una concatenazione di archi a tutto sesto impostati su alette, tipica dell'architettura classica romana.
Al secondo livello invece vi è un ordine di paraste pseudo-corinzio, che rigirano sui fianchi in corrispondenza delle alette del primo livello, con l'inserimento di colonne libere, dello stesso ordine, che raddoppiano il passo delle arcate sottostanti.
Il linguaggio severo, privo di ogni decorazione, differenzia profondamente questa dalle opere realizzate da Bramante durante il precedente periodo milanese, dove l'architetto urbinate aveva invece fatto ampio ricorso a decorazioni di gusto lombardo.
All'interno del portico le lunette sul muro di fondo sono affrescate con Storie della vita della Vergine, alle quali si aggiungono episodi legati alla chiesa e all'immagine miracolosa.
Il chiostro è sede di mostre d'arte temporanee.